# Colen Donck
Colen Donck, ook wel het Jonkers Land genoemd, was de naam van een groot Nederlands-Amerikaans patroonschap in Nieuw-Nederland. Het was oorspronkelijk van Adriaen van der Donck. Het gebied besloeg 97 km² noordelijk van The Bronx.
Willem Kieft, de gouverneur van Nieuw-Nederland, gaf Van der Donck het stuk land in juli 1645, als dank voor zijn medewerking bij de vredesonderhandelingen met lokale indianen. Adriaen noemde het Colen Donck en bouwde verscheidene molens langs de Saw Mill River. Tijdens zijn verblijf in Nederland verwierf hij bij de Staten-Generaal het erfschap voor zijn kolonie, waardoor zijn nakomelingen het land zouden beërven. Mede hierdoor werd hij lokaal gezien als jonkheer of jonker, wat de naam gaf aan de huidige stad Yonkers.